# Picumnus pumilus
Picumnus pumilus là một loài chim trong họ Picidae.